# ویرایشگر گرافیک شطرنجی

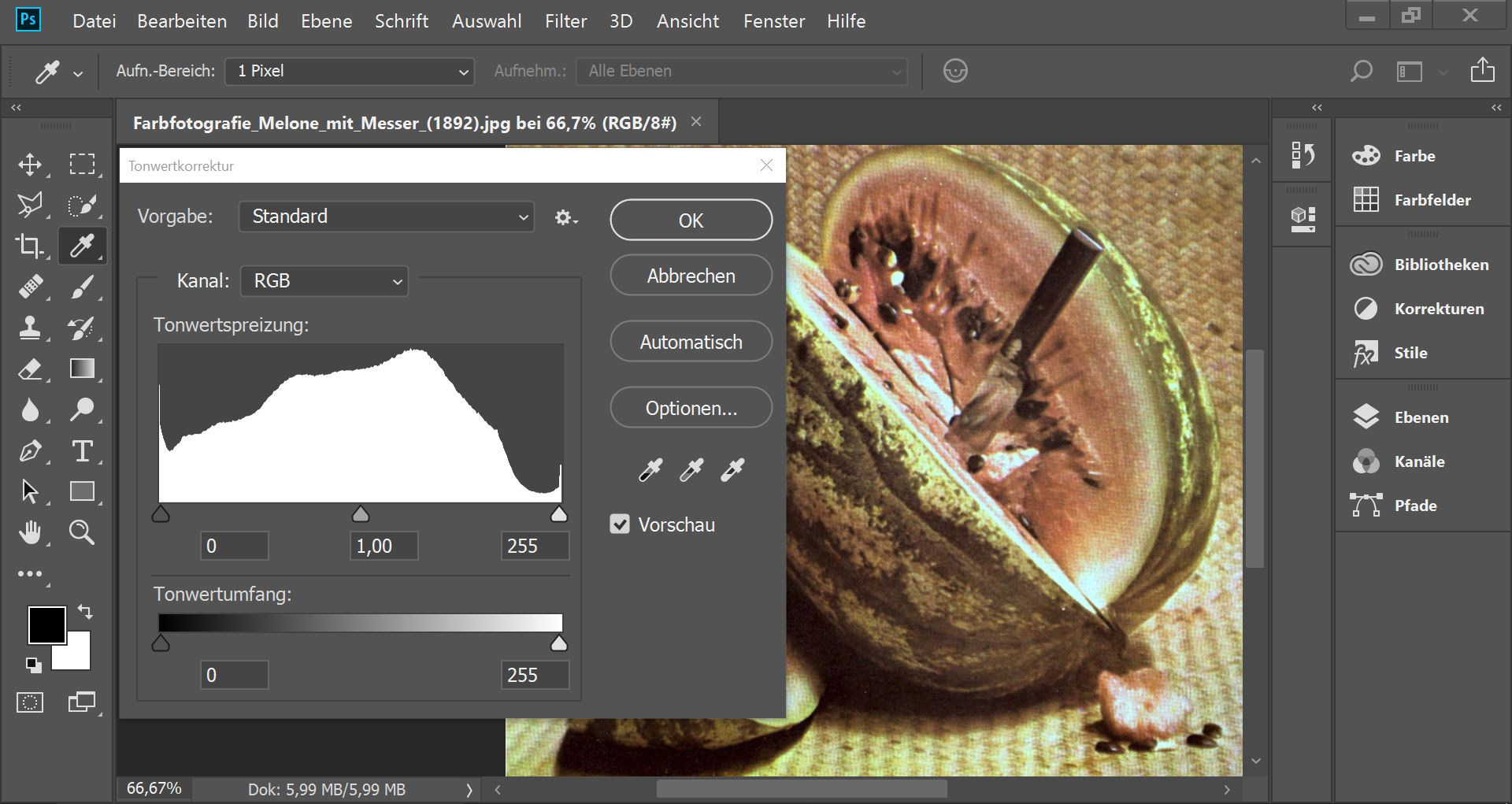
ادوبی فتوشاپ معروف‌ترین ویرایشگر گرافیک شطرنجی در جهان

ویرایشگر نگاشتار (گرافیک) شطرنجی برنامه‌ای رایانه‌ای است که به کاربران این قابلیت را می‌دهد که تصاویر را به‌طور تعاملی روی نمایشگر رایانه و تصاویر خود ذخیره کنند و آنها را در یکی از فرمت‌های مختلف بیت‌مپ یا گرافیک شطرنجی مانند نمادیس، پینگ، گیف ذخیره کند.

## تفاوت با ویرایشگر گرافیک برداری
ویرایشگر گرافیک برداری یک برنامه رایانه است که کاربران اجازه ایجاد یا ویرایش انواع تصاویر برداری می‌دهد. قالب‌های پراستفاده در ویرایشگرهای برداری VML, WMF, EPS, PDF, SVG هستند. ویرایشگرهای برداری بر اساس فرمول‌های ریاضی محاسبه و ایجاد شده‌اند، دارای قابلیت مقیاس Scaleable بوده و تغییرپذیری یا اندازه و بزرگ و کوچک کردن آنها هیچ تأثیری بر کیفیت تصویر یا ترسیم مورد نظر ندارد درحالی ویرایشگرهای شطرنجی به دلیل اینکه از فرمول‌های ریاضیاتی استفاده نمی‌کنند تغییرپذیری یا اندازه و بزرگ و کوچک کردن آنها تأثیری بر کیفیت تصویر یا ترسیم مورد نظر دارد.